# مارينا غيرا
مارينا غيرا (بالمجرية: Gera Marina)‏ هي ممثلة مجرية، ولدت في 29 يونيو 1984 في سيجد في المجر.

## وصلات خارجية
- مارينا غيرا على موقع IMDb (الإنجليزية)
- مارينا غيرا على موقع قاعدة بيانات الفيلم (الإنجليزية)